# Pfeifenusur
Unter einer Pfeifenusur (auch: Pfeifenloch, Pfeifenraucherloch) versteht man in der Zahnmedizin einen durch Abrasion entstandenen Zahndefekt an Zähnen, die durch das jahrelange Halten einer Tabakspfeife zwischen den Zähnen des Ober- und Unterkiefers entstanden ist.
Pfeifenusuren sind runde Lücken im Gebiss. Sie entstanden durch das intensive Rauchen von Pfeifen mit tönernen Mundstücken. In der Regel sind vier Zähne im Frontzahnbereich davon betroffen, deren Abschliff eine fast kreisrunde Lücke bilden. Tönerne Mundstücke wurden in der Frühzeit des Rauchens in Europa verwendet. Pfeifenusuren sind an Gebissen neuzeitlicher Skelette nachweisbar.

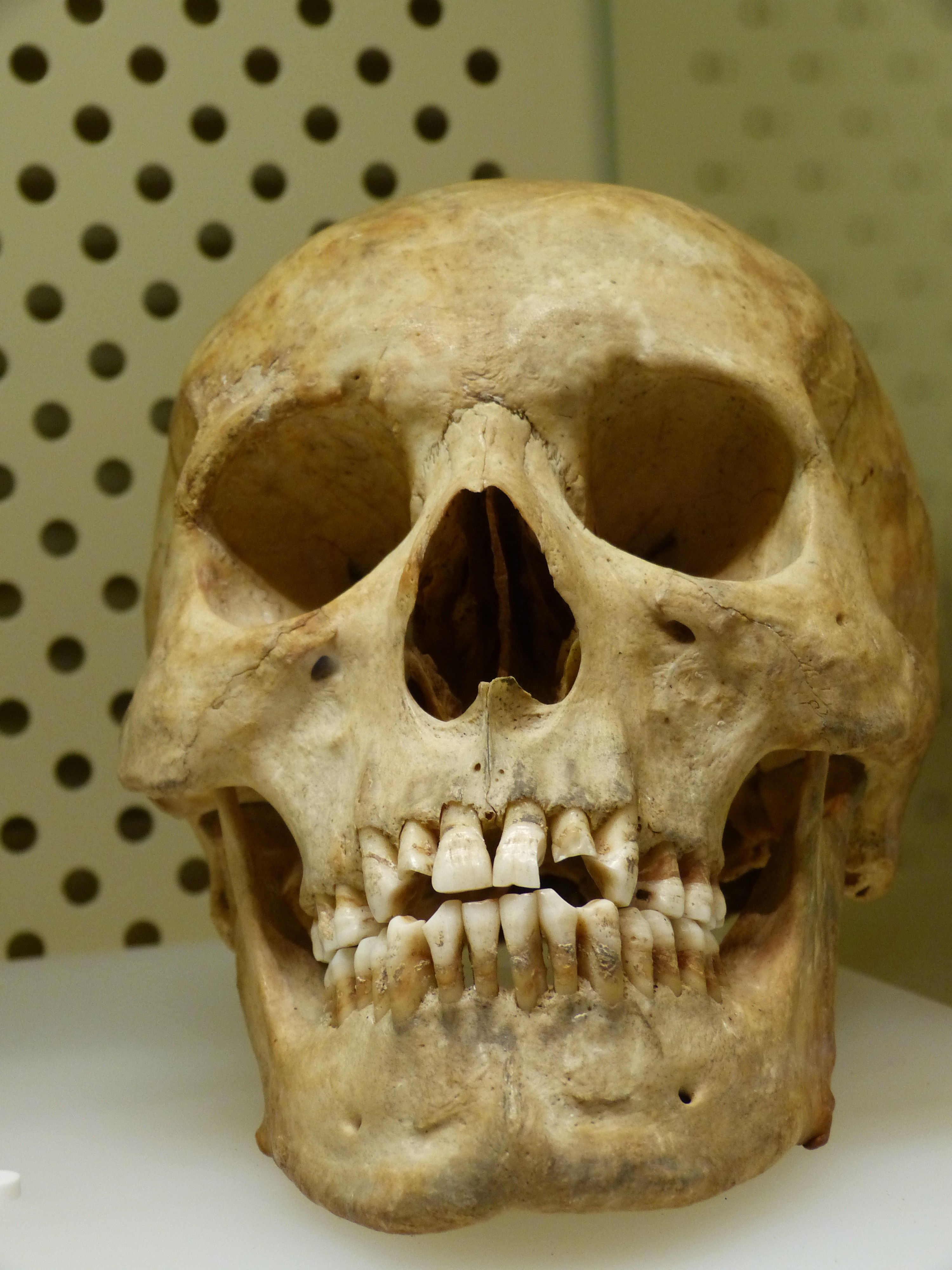
Pfeifenlöcher im Gebiss eines Schädels aus dem 18. Jh. Archäologisches Landesmuseum Brandenburg
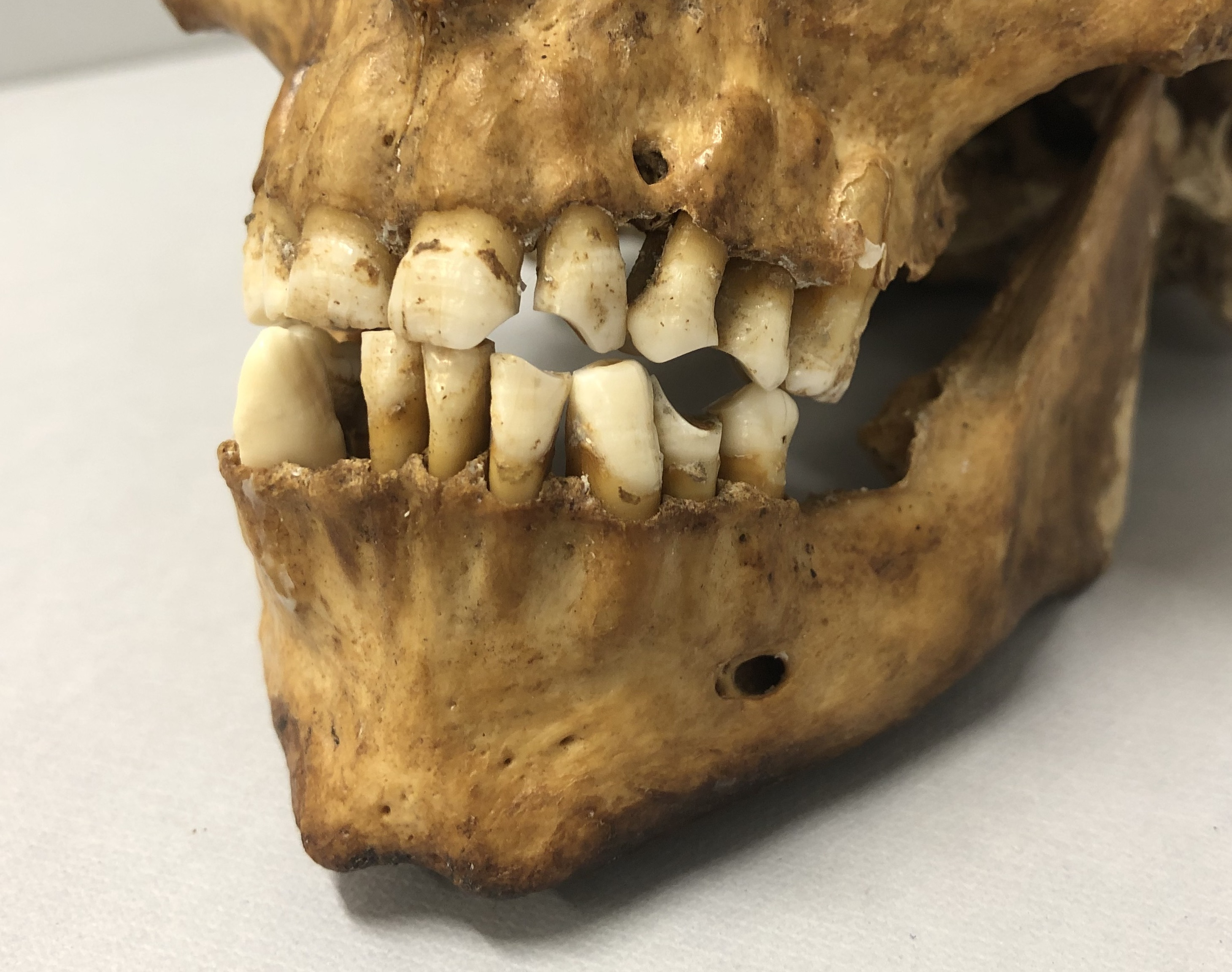
Gebiss von Theo dem Pfeifenraucher mit seinen charakteristischen Zahnlücken. Naturhistorisches Museum Basel